# Кастелново ди Сото
Кастелно̀во ди Со̀то (на италиански: Castelnovo di Sotto, на местен диалект Castelnòv, Кастелнов) е градче и община в северна Италия, провинция Реджо Емилия, регион Емилия-Романя. Разположено е на 27 m надморска височина. Населението на общината е 8637 души (към 2012 г.).